# Isabel García Sánchez
Pour les articles homonymes, voir García et Sánchez.
García  Sánchez est un nom espagnol. Le premier nom de famille, en général paternel, est García ; le second, en général maternel, souvent omis, est Sánchez.
Isabel García Sánchez, née à Las Palmas de Grande Canarie en 1968, est une personnalité politique espagnole, membre du Parti socialiste ouvrier espagnol, qui a notamment fait carrière à Valence et à Madrid.

## Biographie
Isabel García Sánchez naît en 1968 à Las Palmas de Grande Canarie. 
Figure de la lutte pour les droits des femmes, Isabel García Sánchez travaille sur les thèmes de l'égalité, de la lutte contre les discriminations et de la défense des droits LGBT. 
En 2015, elle est députée de la députation provinciale de Valence et conseillère municipale de la ville de Xirivella, près de Valence, jusqu'en 2019. Durant son mandat, elle est notamment chargée de la création du Red de Municipios contra la Violencia de Género (en français : Réseau de municipalités contre la violence de genre) de la province de Valence, initiative soutenue par le Ministère de l'Égalité du gouvernement espagnol.
En décembre 2023, le Conseil des ministres espagnol, sur proposition de la ministre Ana Redondo, la nomme présidente de l'Institut des femmes, basé à Madrid. Ce même conseil la destitue en juillet 2024 à la suite de révélations d'El Español au sujet de contrats publics dont on a profité l'entreprise de son épouse  pour la gestion de centres contre la violence sexiste appelés points violets (es). 